# Ernst Hanfstaengl
Ernst Hanfstaengl (Munique, 2 de fevereiro de 1887 — Munique, 6 de novembro de 1975) foi um educador formado na Universidade Harvard, e empresário íntimo de Adolf Hitler antes de cair em desgraça e desertar. Mais tarde, ele trabalhou para Franklin D. Roosevelt.